# De dolle machines
De dolle machines is een  stripverhaal uit de reeks van Jerom.

## Locaties
- Helpendael, huis van ingenieur

## Personages
- Jerom, Odilon, Kola (koala), Ingelein, Hans de ingenieur, agent

## Het verhaal
Jerom, Odilon en Kolo genieten van een zomerdag en ze leren de koala motorrijden. Het dier rijdt met de motor tegen een steen en Jerom ontdekt dat het een ingegraven betonblok is. Jerom slaat de steen stuk. Iets later komt er een mini-bulldozer uit het binnenste van de steen. Het achtervolgt Odilon op de motor en Jerom komt te hulp. In Helpendael gaat de gouden telefoon en Ingelein wordt gewaarschuwd dat de gouden stuntman en zijn helper van de betonblokken moeten afblijven. Ingelein laat Jerom en Odilon naar Helpendael komen en daar legt een ingenieur uit dat hij de machines heeft gebouwd. Ze werken zelfstandig en waren uitgerust met een mechanisch brein. Ze werden echter begraven en daarom heeft de ingenieur ze in beton gegoten. Jerom vertelt dat ook het andere betonblok was gebarsten en hij vliegt met Odilon terug.
De machine is al uit het betonblok en maakt een spoorbaan stuk. Jerom kan voorkomen dat de trein ontspoort. Op Helpendael wordt INgelein opnieuw gebeld door de ingenieur. Hij is in gevaar, de machine is bij zijn huis aangekomen. Als Jerom en Odilon aankomen op Helpendael horen ze dat Ingelein niet kan opschieten met Kolo. Ze vertelt dat ze door het dier een oproep van de gouden telefoon heeft gemist. Jerom sluit Kolo op in de kelder. Dan belt de ingenieur opnieuw en Jerom en Odilon vliegen naar hem toe. Ze zien bandensporen, maar geen machines en gaan op zoek in de omgeving. Dan ontdekt Odilon een tunnel en ze begrijpen dat de machines onder de grond naar het huis van de ingenieur op weg zijn. 
De machine breekt het huis van de ingenieur af en dit wordt gezien door een agent. Hij wil een bon schrijven, maar wordt door de machine gegrepen. De ingenieur is in paniek. Het huis is weggevaagd en hij wordt gegrepen door de machine. De machine speelt met de ingenieur alsof het een lappenpop is, maar dan wordt hij gered door Jerom. Odilon wordt neergeslagen door de machine, waarna Jerom het tegen de machine opneemt. Het gevecht duurt lang en het lukt Jerom om de machine stuk te maken. De ingenieur bedankt Jerom en Odilon en vertelt dat hij zijn les heeft geleerd. De mensen zijn in deze tijd niet meer meester over hun eigen uitvindingen. Op Helpendael vertelt Jerom aan Ingelein wat er is gebeurd.